# Corchorus deccanensis
Corchorus deccanensis är en malvaväxtart som beskrevs av H.B. Singh och M.V. Viswanathan. Corchorus deccanensis ingår i släktet Corchorus och familjen malvaväxter. Inga underarter finns listade i Catalogue of Life.